# Abraham Lincoln vs. Zombies
Abraham Lincoln vs. Zombies este un film de groază american din 2012 regizat de Richard Schenkman. În rolurile principale joacă actorii Bill Oberst Jr. și Jason Vail.
Continuând tradiția distribuitorului și studioului de film The Asylum, această producție este un mockbuster al producției 20th Century Fox „Abraham Lincoln: Vânător de Vampiri”.

## Actori
- Bill Oberst Jr. - Abraham Lincoln
- Chris Hlozek - Major John McGill
- Jason Hughley - Wilson Brown
- Jason Vail - John Wilkes Booth
- Don McGraw - General Stonewall Jackson
- Christopher Marrone - Pat Garrett
- Ron Ogden - Robert Chamberlin
- Chip Lane - Joshua Kearney
- Canon Kuipers - tânărul Theodore Roosevelt
- Kent Igleheart - Thomas Lincoln
- Rhianna Van Helton - Nancy Lincoln
- David Alexander - Edward Everett
- Bernie Ask - Edwin Stanton
- Debra Crittenden - Mary Todd Lincoln
- Kennedy Brice - Little Zombie Girl
- Claire Weinstein - Zombie Girl în toaletă